# Servantes de la Divine Providence
Les servantes de la Divine Providence (en latin : Congregatio Sororum Ancillarum a Divina Providentia) forment une congrégation religieuse féminine hospitalière de droit pontifical.

## Histoire
Frappé par la situation d'abandon des personnes handicapés et des malades mentaux, le Père Pascal Uva (1883-1955) ouvre la « Casa della Divina Provvidenza » à Bisceglie, le premier hôpital pour personnes déficients dans le sud de l'Italie. Le 10 août 1922, il réunit huit jeunes filles et fonde les servantes de la Divine Providence pour le soin des hospitalisés.
La communauté est approuvée comme association pieuse le 21 novembre 1923 par Giuseppe Maria Leo, archevêque de Trani-Barletta-Bisceglie, qui l'érige canoniquement en congrégation de droit diocésain le 13 novembre 1926.
À partir de 1933, les sœurs ouvrent des hôpitaux et des instituts psychiatriques, neuropsychiatriques et orthophréniques à Bisceglie, Foggia, Guidonia, Potenza et Palestrina.
L'institut reçoit le décret de louange le 24 janvier 1944.

## Activités et diffusion
Les sœurs se consacrent à l'assistance dans les hôpitaux psychiatriques.
Elles sont présentes dans les Pouilles et la Basilicate avec la maison-mère à Bisceglie. 
En 2017, la congrégation comptait 83 sœurs dans 8 maisons.